# Atletika na Letních olympijských hrách 1936 – 200 metrů muži
 Běh na 200 metrů mužů na Letních olympijských hrách 1936 se uskutečnil ve dnech 4. a 5. srpna v Berlíně. 

## Výsledky finálového běhu
| *                | jméno             | země                   | čas  |
| ---------------- | ----------------- | ---------------------- | ---- |
| Zlatá medaile    | Jesse Owens       | Spojené státy americké | 20,7 |
| Stříbrná medaile | Mack Robinson     | Spojené státy americké | 21,1 |
| Bronzová medaile | Martinus Osendarp | Nizozemsko             | 21,3 |
| 4                | Paul Hänni        | Švýcarsko              | 21,6 |
| 5                | Lee Orr           | Kanada                 | 21,6 |
| 6                | Wil van Beveren   | Nizozemsko             | 21,9 |